# Nakajima B6N
Die Nakajima B6N (jap. „Tenzan“; dt. „Himmlischer Berg“) war ein Torpedobomber der Kaiserlich Japanischen Marine im Zweiten Weltkrieg.

## Geschichte

Version B6N2 (oben) im Vergleich zur B6N1

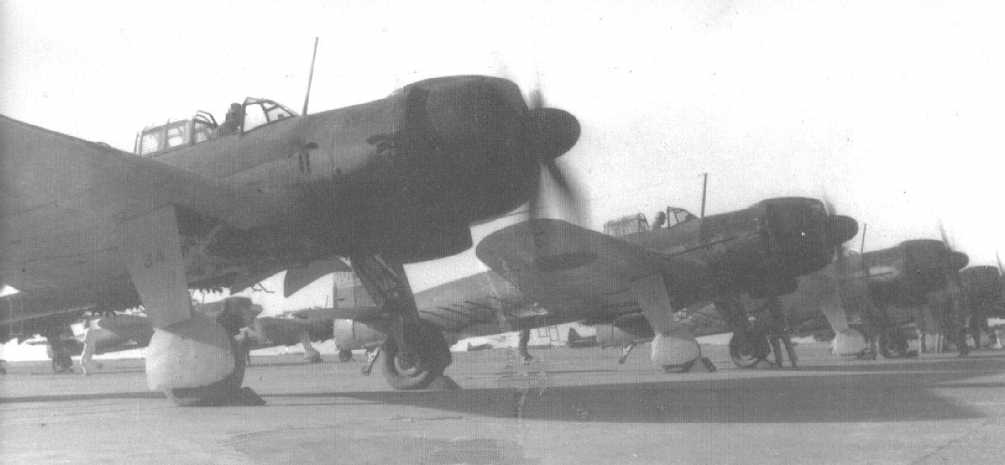
Ein Nakajima B6N2 „Tenzan“-Geschwader vor dem Abflug

Um früh genug einen Nachfolger für die Nakajima B5N2 einsatzbereit zu haben, gab die Kaiserlich Japanische Marine eine diesbezügliche Spezifikation heraus. Um diesen Anforderungen gerecht zu werden, entwarf die Firma Nakajima Hikōki ein Flugzeug, das dem Vorgängertyp sehr ähnlich war. Als Antrieb sollte der 1.800 PS (ca. 1.320 kW) starke Sternmotor NK7A Mamora 11 dienen.
Der erste Prototyp flog Anfang 1941 und nach einigen Verbesserungen ging das Flugzeug als trägergestütztes Kampfflugzeug der Marine (Typ Nakajima B6N1 Tenzan) in den Truppendienst. Allerdings wurden von dieser Version nur 135 Stück gebaut, da die Produktion des Mamora-Triebwerks eingestellt wurde.
Der ursprüngliche Antrieb wurde durch den 1.850 PS (ca. 1.360 kW) starken MK4T-Kasei-25-Sternmotor der Firma Mitsubishi ersetzt und die Flugzeuge nun mit B6N2 bezeichnet. Der charakteristische äußere Unterschied der beiden Varianten ist die Abgasanlage. Beim Mamora 11 ragt rechts und links je ein Rohr nach unten, beim Kasei 25 sind an jeder Seite oben ein Dreierbündel, ein Einzelrohr und ein Doppelrohr verteilt. Es wurden etwa 1133 B6N2 gebaut.
Die Variante B6N2a hatte eine verstärkte Abwehrbewaffnung nach hinten, was wohl von den Waffenwarten an der Front auch bei „normalen“ Maschinen nachgerüstet wurde. Eine landgestützte Version wurde noch als B6N3 getestet.

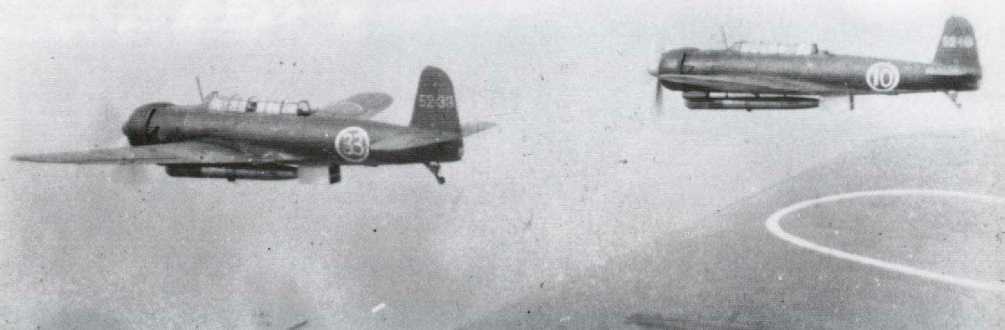
Nakajima B6N2 „Tenzan“ im Formationsflug

Flugzeuge dieses Typs nahmen ab 1944 an allen pazifischen See-/Luftschlachten teil und wurden auch zu Kamikaze-Einsätzen herangezogen. Die Tenzan war ein sehr leistungsfähiges Flugzeug und stand seinem amerikanischen Gegenstück, der Grumman „Avenger“ in nichts nach.
Der Name „Tenzan“ wird häufig fehlerhaft mit „himmlische Wolke“ übersetzt. Richtigerweise lautet die Übersetzung jedoch „himmlischer Berg“. Die Alliierten gaben dem Flugzeug den Namen „Jill“.
Die B6N2 sollte schon früh durch die Aichi B7A Ryusei, einen sehr leistungsstarken Torpedo-/Sturzkampfbomber, ersetzt werden. Zum Glück für die Alliierten wurden von diesem Typ nur 105 Flugzeuge hergestellt, denn eine Grumman F6F Hellcat wäre kaum in der Lage gewesen, dieses Flugzeug abzufangen.

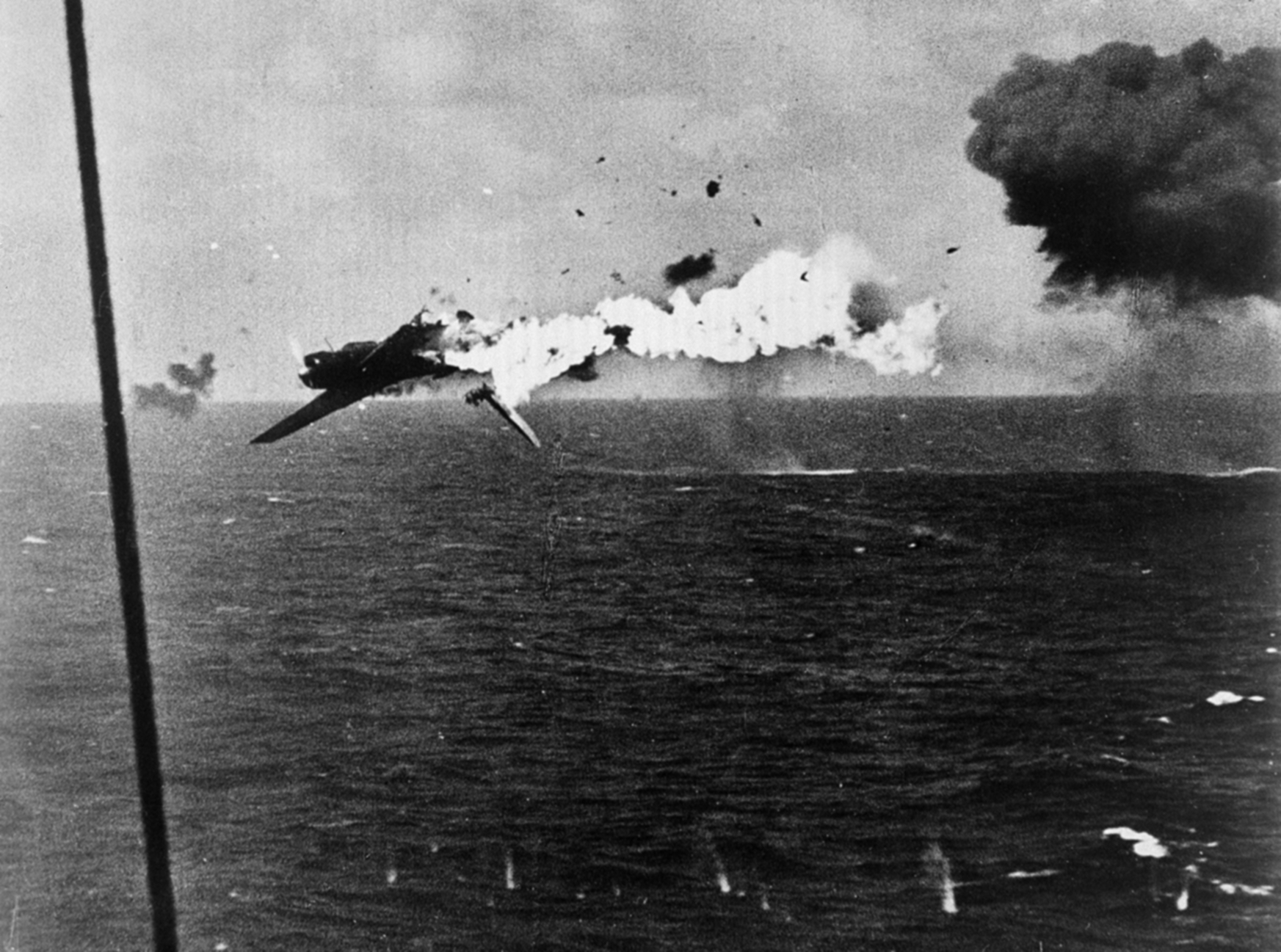
Abschuss einer Nakajima B6N beim Angriff auf den Flugzeugträger Yorktown am 4. Dezember 1943 vor Kwajalein

## Technische Daten

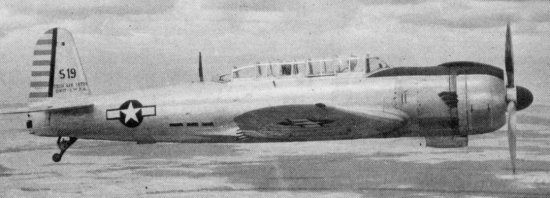
Eine Nakajima B6N2 Tenzan, die nach dem Krieg von der US-Navy untersucht und getestet wurde

| Kenngröße             | Daten |
| --------------------- | --- |
| Typ                   | trägergestützter Torpedo-/Horizontalbomber |
| Besatzung             | 3 |
| Länge                 | 10,87 m |
| Spannweite            | 14,90 m |
| Höhe                  | 3,80 m |
| Flügelfläche          | 37,20 m² |
| Flügelstreckung       | 6,0 |
| Leermasse             | 3010 kg |
| max. Startmasse       | 5650 kg |
| Triebwerk             | ein (Doppel)Sternmotor Mitsubishi MK4T Kasei 25 mit 1.850 PS/1.380 kW Leistung                                                                                                   |
| Höchstgeschwindigkeit | 480 km/h |
| Dienstgipfelhöhe      | 9040 m |
| Reichweite            | 3050 km |
| Bewaffnung            | bis zu 800 kg Bomben verschiedener Kaliber, oder ein Lufttorpedo, zuerst zwei 7,7-mm-MG, später auf 13 mm umgerüstet, viele inoffizielle Frontaufrüstungen in Anzahl und Kaliber |